# السوق البراني
السوق البراني أو السوق د برّا كما يردُ في بعض المصادر باسمِ ساحة 9 أبريل 1947 هي ساحة تاريخية شبه دائرية تفصلُ المدينة القديمة عن أحدث التطورات والعمران في وسط مدينة طنجة بالمغرب.

## ملخص
يُحيط بالسوق البراني مسجدٌ وعددٌ قليلٌ من المتاجر والعديد من البنوك ونصف دزينة من المطاعم المتواضعة مع مناطق جلوس خارجية مغطاة والعديد من المقاهي وسينما الريف ومكتب شركة أمانديس وصيدلية. يقعُ على أحد جانبي مدخل السوق البراني حدائق فيما يقعُ على الجانب الثاني قوسٌ آخر يؤدي إلى شارع القصبة، المعروف أيضًا باسمِ شارع إيطاليا.
شهد السوق د برّا في منتصف الخمسينيات من القرن الماضي قطعًا للعديد من أشجاره الكبيرة التي كانت تُحيط به من الخارج، وهو اليوم يحتوي على نافورة رخامية كبيرة في الوسط، محاطة بأشجار النخيل الطويلة وحدائق الزهور الصغيرة مع عشرات المقاعد للجلوس والاسترخاء، وقد خضعَ الميدان لمزيدٍ من التطوير في عام 2005.

## أنظر أيضا
- مسجد سيدي بو عبيد
- سوق الدخيل